# 주상천
주상천(舟上川)은 전북특별자치도 부안군 주산면 사산리에서 발원하여 전북특별자치도 부안군 계화면 의복리에서 황해로 유입되는 전북특별자치도의 하천이다. 하천연장은 17km이며, 유역면적은 88.63km2이다. 상류에는 개암제와 사산저수지가 있으며 하류 좌안측에는 청호저수지가 있다.